# Vivette Lopez
Pour les articles homonymes, voir Lopez.
Vivette Lopez, née Terrier le 27 décembre 1954, est une femme politique française.
Membre de l'Union pour un mouvement populaire (UMP) puis des Républicains, elle est maire de Mus de 2001 à 2017 et sénatrice du Gard depuis 2014.

## Biographie

### Origines, famille et études
Née Terrier, elle s'installe à Mus en 1956 et y passe son enfance.
Titulaire d'un baccalauréat D, elle est mariée et mère de trois enfants,.

### Carrière professionnelle

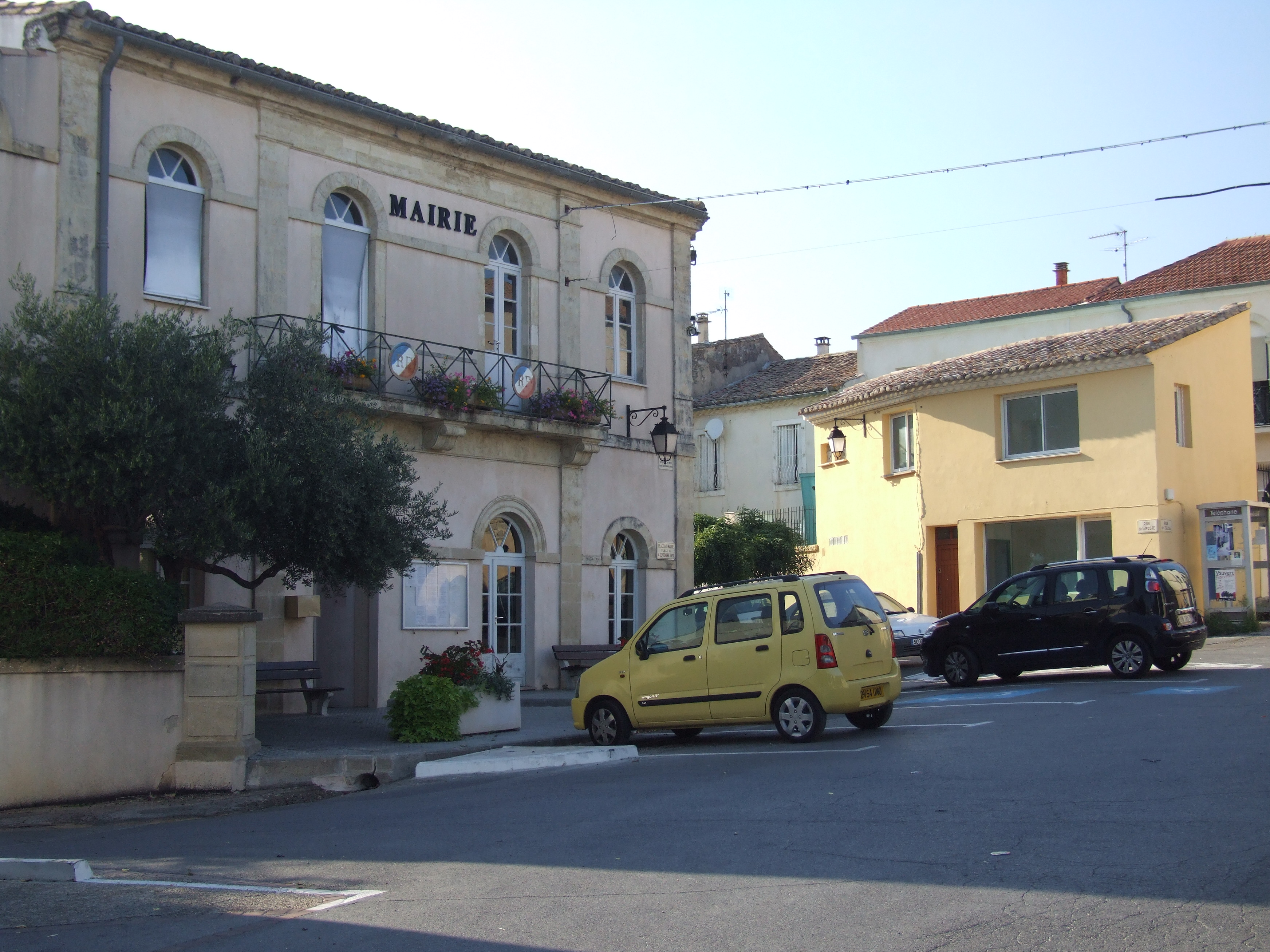
La mairie de Mus.

D'abord mère au foyer douze ans durant, elle « fait des ménages », garde des enfants, puis passe le diplôme de secrétaire de mairie pour des « raisons matérielles ». Après avoir effectué des remplacements à Mus, Saint-Dionizy et Langlade, elle devient secrétaire titulaire de la mairie de son village. Elle reste à ce poste quinze ans durant.
En 2010, elle est auditrice IHEDN.

### Carrière politique
Poussée par plusieurs élus, elle se présente en tête de liste aux élections municipales de 2001 à Mus ; bien que devant faire face à deux concurrents, elle est élue maire du village, et toute sa liste avec elle.
Elle entame un second mandat de maire après les élections municipales de 2008, ainsi qu'un mandat de vice-présidente de la Communauté de communes Rhôny Vistre Vidourle. Après les élections sénatoriales de 2008, elle devient, jusqu'en 2014, la suppléante du sénateur Jean-Paul Fournier. Elle rejoint alors l'UMP dans la foulée.
Elle présente la candidature de Nicolas Sarkozy à l'élection présidentielle de 2012. Lors des élections législatives de juin suivant, elle soutient la candidature du député sortant Étienne Mourrut dans la deuxième circonscription du Gard.
Elle est réélue maire de Mus lors des élections municipales de 2014 avec 67 % des suffrages. Frappée par le cumul des mandats, elle abandonne son siège de maire, fin septembre 2017, le laissant à son premier adjoint, Gérard Duplan, afin de se consacrer à son mandat de sénatrice.

#### Sénatrice (depuis 2014)
Elle est élue sénatrice du Gard le 28 septembre 2014, sur la liste UMP conduite par Jean-Paul Fournier. Au Sénat, ses collaborateurs sont Anne-Sophie Vancina, Pascale Mourrut et Géraud Ogier d'Ivry.
Lors de l'élection régionale de 2015 en Languedoc-Roussillon-Midi-Pyrénées, elle est candidate en 22e position sur la liste des Républicains.
Elle soutient Nicolas Sarkozy pour la primaire présidentielle des Républicains de 2016.
Elle parraine Laurent Wauquiez pour le congrès des Républicains de 2017, scrutin lors duquel est élu le président du parti.
Elle est réélue sénatrice le 27 septembre 2020.

## Décorations
Elle est faite chevalier de l'ordre national du Mérite par décret du 13 novembre 2009, pour « 27 ans de services civils et de fonctions électives ».